# Paul Mullen
Pas d'image ? Cliquez ici

a Compétitions nationales et continentales officielles uniquement.

b Matchs officiels uniquement.
Dernière mise à jour le 24 avril  2021.
Paul Mullen, né le 16 novembre 1991 à Cill Rónáin, sur l'île d'Inis Mór en Irlande, est un joueur irlando-américain de rugby à XV. Il est le frère d'Eoin Mullen.

## Biographie
Paul Mullen grandit sur l'île d'Inis Mór, où il n'est pas particulièrement attiré par le rugby. En 2004, il rejoint la Glenstal Abbey School (en) à Limerick pour poursuivre sa scolarité. C'est là qu'il se prend de passion pour le rugby, allant notamment assister à plusieurs matchs du Munster Rugby à Thomond Park. Prometteur, il intègre alors le suivi provincial du Munster, et dispute plusieurs rencontres sous le maillot des sélections jeunes régionales.
Mais en 2009, ses parents le changent d'école. Constatant qu'il se concentre trop sur le rugby et pas assez sur ses études, ils l'envoient à The King's Hospital (en), situé dans la province du Leinster. Poursuivant finalement dans la voie des études, il part en 2010 aux États-Unis pour se consacrer à un cursus universitaire, où son père pense qu'il s'éloignera du rugby. Il intègre alors l'Université A&M du Texas, où il passe un Bachelor en génie maritime puis un Master en gestion des ressources halieutiques.
Mais il n'arrête pas le rugby pour autant. Ayant un grand-père de naissance américaine (originaire de Boston), il est éligible pour représenter les États-Unis. Quelques semaines après son arrivée, il est contacté pour intégrer l'équipe des États-Unis de rugby à XV des moins de 20 ans, et dispute avec elle le Trophée mondial de rugby à XV des moins de 20 ans 2011. En club, il joue d'abord avec le Houston Athletic RC, avant de rejoindre le Galveston RFC. Ses prestations en club le distinguent, et il joue en 2014 avec les Texas Rugby Union All-Stars.
Bien que le club de Galveston évolue à un petit niveau (troisième échelon américain), il est repéré par Justin Fitzpatrick, responsable des Sabercats de Houston. Il rejoint le club pour la saison 2018, où ses bonnes prestations lui permettent d'intégrer la sélection américaine pour la tournée d'été 2018. Il a notamment l'opportunité d'évoluer face à l'Écosse à Houston, la ville où il s'est installé. 
A la reprise de la saison européenne, il part en Angleterre où il signe un contrat court en faveur des Newcastle Falcons, mais ne joue qu'une rencontre avec son club. Il est prêté aux Doncaster Knights, avec qui il joue deux matchs. Son but en allant en Angleterre était de se préparer afin de rencontrer son pays d'origine, l'Irlande, lors de la tournée d'automne. Ce fut chose faite, puisqu'il a été titularisé pour affronter l'Irlande à l'Aviva Stadium. Après la tournée, il reste quelque temps sur son île natale.
En 2019, il revient à Houston pour la nouvelle saison de MLR. Il joue néanmoins peu de matchs lors de cette saison, étant souvent pris à cause de ses engagements internationaux et à cause d'une blessure à la main. Il est néanmoins remis en forme pour disputer la coupe du monde. Jamais titulaire, il participe néanmoins aux quatre rencontres disputées par sa sélection.
En 2020, il change de club et rejoint le Legion de San Diego. Il joue les 5 rencontres de championnat qui se tiennent avant l'interruption de la saison. Pendant la pandémie de Covid-19, il retourne chez ses parents et leur apporte son aide au sein de leur boutique de cycle. Ce qui devait durer deux mois se transforme en problème. Il se retrouve bloqué en Irlande, et doit s'entraîner seul, en attendant de recevoir un feu vert de l'administration américaine pour rentrer aux États-Unis. La situation se règle finalement, et il peut rejoindre sa nouvelle équipe, les Warriors de l'Utah, pour disputer la pré-saison.

## Statistiques

### En sélection à XV
| Année | Compétition                    | Matchs | Points | Essais | Transf. | Drops | Pénal. |
| ----- | ------------------------------ | ------ | ------ | ------ | ------- | ----- | ------ |
| 2018  | Tests                          | 6      | -      | -      | -       | -     | -      |
| 2019  | ARC                            | 4      | -      | -      | -       | -     | -      |
| 2019  | Coupe des nations du Pacifique | 3      | -      | -      | -       | -     | -      |
| 2019  | Test                           | 1      | -      | -      | -       | -     | -      |
| 2019  | Coupe du monde                 | 4      | -      | -      | -       | -     | -      |
| Total | Total                          | 18     | -      | -      | -       | -     | -      |